# Sínada de Frigia

Mapa político de Anatolia c. 740, con la frontera del Imperio bizantino marcada con color negro. En aquella época, Sínada se encontraba en el territorio del imperio

Sínada de Frigia —en griego: Σύνναδα o «Synnada»— fue una antigua ciudad ubicada en una llanura de la región de Frigia. Sus ruinas se encuentran en el distrito de Şuhut, provincia de Afyonkarahisar, actual Turquía.
Es mencionada por primera vez durante la marcha del cónsul Cneo Manlio Vulsón contra los gálatas. Marco Tulio Cicerón pasó por Sínada en su viaje desde Éfeso a Cilicia, y en su diario relata que en dicha oportunidad liberó a la ciudad de los impuestos opresivos.
El cristianismo se introdujo muy temprano en la región. En el Martirologio jeronimano se mencionan algunos mártires en esta ciudad, entre ellos San Trófimo de Sínada, honrado por las iglesias católica y ortodoxa el día 19 de septiembre. En 1907 se encontró en Schifout Kassaba 
un reliquiario en forma de sarcófago con algunos huesos atribuidos a Trófimo, los que fueron llevados a un museo en Bursa. El martirologio romano también menciona el 24 de marzo a San Agápito como obispo de Sínada.
El año 740 se desarrolló la batalla de Akroinon, muy cerca de Sínada, en la que una vez derrotados en manos de los bizantinos, miles de árabes se replegaron hacia la ciudad.